# Chlorotettix grandis
Chlorotettix grandis är en insektsart som beskrevs av Rauno E. Linnavuori 1959. Chlorotettix grandis ingår i släktet Chlorotettix och familjen dvärgstritar. Inga underarter finns listade i Catalogue of Life.